# Olof Lundgren
Olof Lundgren (* 8. Oktober 1997) ist ein schwedischer Skispringer.
Olof Lundgren, der für Holmens IF startet, nahm bisher (Stand Dezember 2017) ausschließlich in Notodden an insgesamt sechs Wettbewerben des FIS-Cups teil, zum ersten Mal am 11. und 12. Dezember 2014, wo er zweimal den 56. Platz belegte.
Bei den Schwedischen Meisterschaften 2017 in Falun im Januar 2017 gewann Lundgren im Mannschaftswettbewerb zusammen mit Christian Inngjerdingen die Goldmedaille.